# Raymond (Iowa)
Pour les articles homonymes, voir Raymond.
Raymond est une ville du comté de Black Hawk, en Iowa, aux États-Unis. La ville est fondée en 1866 et incorporée le 31 mai 1956. Il s'agissait d'une gare de la ligne de chemin de fer Illinois Central Railroad.

## Source de la traduction
- (en) Cet article est partiellement ou en totalité issu de l’article de Wikipédia en anglais intitulé « Raymond, Iowa » (voir la liste des auteurs).